# Sourbrodt
Sourbrodt est un village belge de l'ancienne commune de Robertville, situé en Région wallonne dans la province de Liège, appartenant à la commune de Waimes.

## Curiosités
- Église Saint-Wendelin, années 1930, tour massive sur plan carré.
- Chapelle Saint-Wendelin, cœur de l'ancienne église dont le reste est détruit.
- Monument commémorant la mémoire de l'abbé Nicolas Pietkin.
- Gare de Sourbrodt, située sur la ligne 48 de la SNCB, la Vennbahn : bâtiment unique en Belgique de style allemand.
- Les nombreuses maisons protégées des vents dominants par des charmilles, haies hautes typiques des alentours.
- Le camp de travail des prisonniers russes de Bosfagne.
- Le pouhon Pietkin.
- La grande Croix de Sourbrodt.

## Transports publics
La localité est notamment desservie par les lignes de bus 390 et 394, et depuis septembre 2022 la ligne E23 du tec Liège Verviers (E23)

## Vie associative
- La jeunesse de Sourbrodt créée en 1912
- Le Royal Football Club de la Roer
- La Chorale Sainte Cécile
- Le Roer's Echoes Big Band
- Le club de marche
- Le comité de Carnaval(fin) repris par la jeunesse en février 2017
- Le comité des fêtes

## Personnalité
- Didier Comès (1942-2013), dessinateur de BD, y est né et décédé..